# Кареа (дем Източен Мани)
Вижте пояснителната страница за други значения на Кареа.
Кареа (на гръцки: Καρέα) е село в Република Гърция, област Пелопонес, дем Източен Мани. Селото има население от 72 души.

## География
Селото се състои от две махали – Ано Кареа и Като Кареа.

## Личности
Родени в Кареа
- Василиос Цимбидарос (1880 – 1907), гръцки офицер, деец на Гръцката въоръжена пропаганда в Македония